# 达肯海姆
达肯海姆是德国莱茵兰-普法尔茨州的一个市镇。总面积3.32平方公里，总人口447人，其中男性229人，女性218人（2011年12月31日），人口密度135人/平方公里。